# Halisarcida
Halisarcida é uma ordem de poríferos da classe Demospongiae.

## Famílias
- Halisarcidae Schmidt, 1862